# 房间隔缺损
房間隔缺损（atrial septal defect，ASD）又称心房中隔缺損，是左右心房之间的间隔发育不全或卵圆孔未闭合造成两侧血流相通的先天性心脏病。
房间隔缺损占先天性心脏病的10%~29.6%，包括原发孔未闭和继发孔未闭。可产生心脏左向右的分流。

## 概念

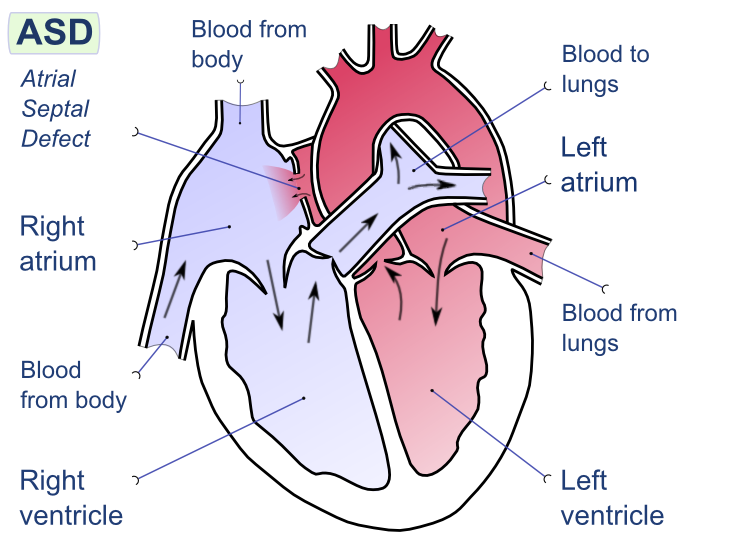
左右分流型房间隔缺损

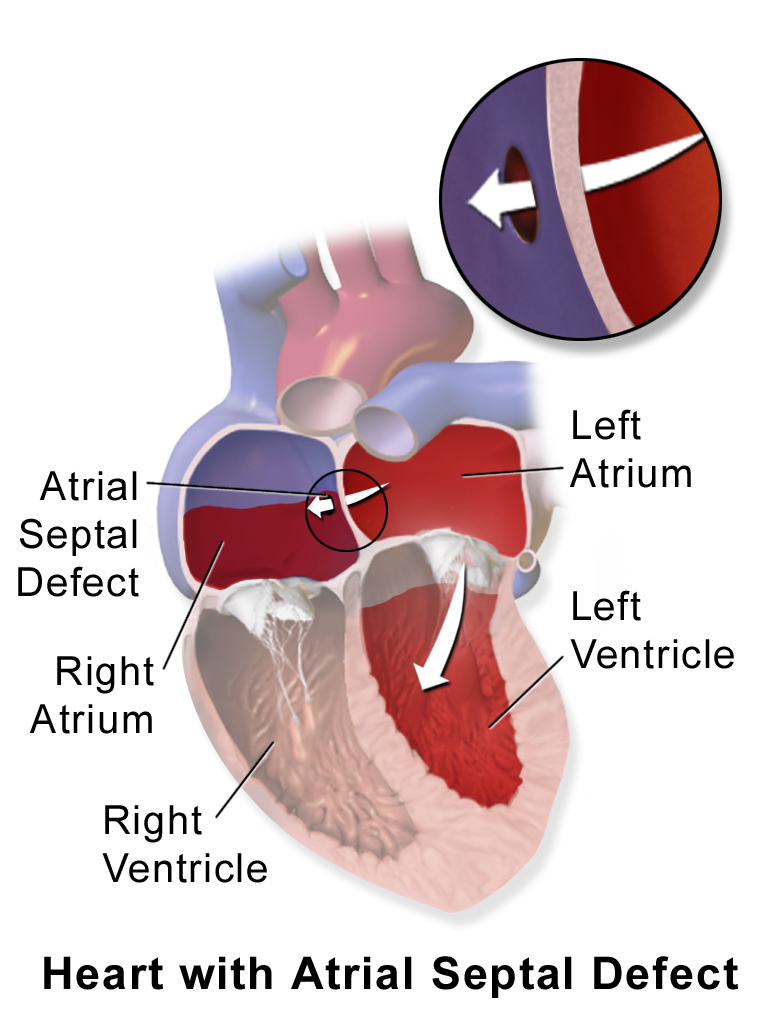
房间隔缺损描绘插图

右心房同左心房合并为一个心房，左右心房之间的房间隔缺损。可分为原发性缺损和继发性缺损，以后者居多。
原本左心房与右心房的血液经过缺损孔发生了“Shunt (medical)”（shunt）。从左心房到右心房的分流叫做“左右分流”，从右心房到左心房的分流叫做“右左分流”。

## 病态
负责把心房隔开的房间隔缺损导致了分流，但左心房的體循环的压强比右心房的肺循环高，所以本症通常发生左右分流。分流的长期进行会造成容量负荷增加，则会造成右心房、右心室及肺动脉扩张，最终导致梗阻性肺动脉高压。当右心房循环压力比左心房高的时候，就会出现相反的右左分流，引起发绀，发生艾森曼格综合症（Eisenmenger syndrome）。

## 分类
分类根据先天及后天分为第一孔亏损（原发性）、第二孔缺损（继发性），其中又可分为高位缺损型、中央部缺损型（卵円孔通畅）、下部缺损型。

## 原因
由于先天性心脏病、心肌梗塞等引起。

## 統計
- ICD-10: Q21.1
- 中央部缺损型（卵円孔通畅）为70%、下部缺损型为20%、高位缺损型为10%。
- 分流量超过50%的患者居多。

## 流行病学
- 此病女性较为多见。

## 症状
劳作性呼吸困难、心悸、气短、易疲劳等。可与肺动脉型高血压合并发作。

## 检查

### 身体基本检查

#### 听诊
- 肺动脉区域出现收缩期吹风样杂音[2]
右心负荷引起肺高血压症。
- 第二心音固定性分裂
肺动脉瓣区因第二心音亢进、固定分离，分流量大的患者可以在心尖区听到柔和舒张期杂音。
- 第三心音
鉴于右左分流，对扩张早期的左心房的血液通过左心室壁产生了震动。
- 胸骨左缘下部的扩张中期杂音
相对于左右分流的三尖瓣狭窄。

### 心脏超声波检查

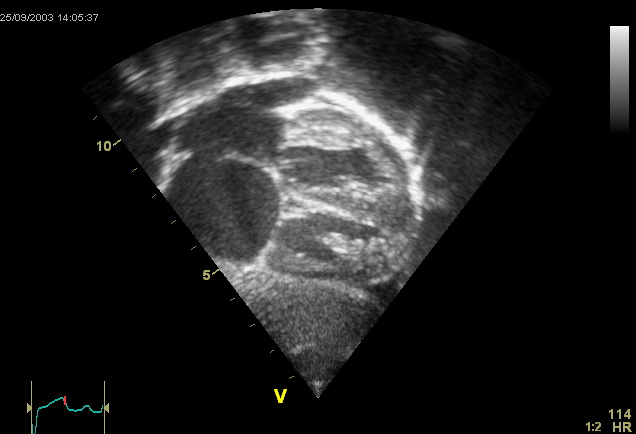
ASD的心脏超声波

- 心室中隔奇异性运动
见于右心负荷

### 静脉导管检查
- 从上腔静脉血流至右心房的血液中的血氧饱和度上升
见于左右分流

### 心电图
- 心电轴右偏，不完全性或完全性右束支传导阻滞，P波高大
见于继发性房间隔缺损。
- 心电轴左偏，P-R间期延长
见于原发性房间隔缺损。
- 心房纤颤
见于晚期患者。

### X线检查
主要表现为右心增大，肺动脉段突出，主动脉结小，呈典型梨形心。

## 診断
根据体征和超生心动图检查，结合心电图和X线特征，不难诊断。

## 治療
缺损面积在８mm以下的以及10岁以下的患者也有自然闭合的可能。
分流量在50％以下的情况可以暂不行手术治疗
分流量在50％以上的情况且年龄为幼儿期（3-5岁）则适宜手术治疗。手术方法过去主要是通过通过胸骨正中切口或右第4肋间外侧切口进入胸部，采用人工心肺，直接切开右心房缝合或使用自体心包片或者涤纶织片修补缺损。现在多采用ASD封堵术通过血管内导管手术封堵房间隔缺损。。

## 预后
- 40岁以上的患者由于产生充血性心力衰竭，右心功能不全，故预后差。
- 在婴儿期被发现以及缺损面积在８mm以下的患者较容易自然愈合。

## 著名的患者
- 若林正恭

## 诊疗科
- 循环内科，小儿外科